# Струя (Болгария)
Струя (болг. Струя) — село в Болгарии. Находится в Бургасской области, входит в общину Руен. Население составляет 657 человек (2022).

## Политическая ситуация
В местном кметстве Струя, в состав которого входит Струя, должность кмета (старосты) исполняет Мустафа  Мехмед Хюсеин (независимый) по результатам выборов правления кметства.
Кмет (мэр) общины Руен — Дурхан Мехмед Мустафа (Движение за права и свободы (ДПС)) по результатам выборов в правление общины.